# Bob- und Skeleton-Weltmeisterschaften 2023/Viererbob (Männer)
Der Viererbob-Wettbewerb bei den Bob- und Skeleton-Weltmeisterschaften 2023 findet am 4. und 5. Februar statt.  Deutschland ist mit vier Teams am Start, Gastgeber Schweiz stellt drei Bobs und Österreich einen.

## Aktuelle Titelträger
| Olympiasieger | DeutschlandFrancesco Friedrich Thorsten Margis Candy Bauer Alexander Schüller | Peking 2022    |
| Weltmeister   | DeutschlandFrancesco Friedrich Thorsten Margis Candy Bauer Alexander Schüller | Altenberg 2021 |

## Ergebnisse
| Rang | #  | Athleten                                                             | Nation              | Lauf 1     | Lauf 1 | Lauf 2     | Lauf 2 | Lauf 3     | Lauf 3 | Lauf 4     | Lauf 4 | Gesamt     | Gesamt      |
| Rang | #  | Athleten                                                             | Nation              | Zeit (min) | Rang   | Zeit (min) | Rang   | Zeit (min) | Rang   | Zeit (min) | Rang   | Zeit (min) | Defizit (s) |
| ---- | -- | -------------------------------------------------------------------- | ------------------- | ---------- | ------ | ---------- | ------ | ---------- | ------ | ---------- | ------ | ---------- | ----------- |
| 1    | 9  | Francesco Friedrich Thorsten Margis Candy Bauer Alexander Schüller   | Deutschland         | 1:05,08    | 1      | 1:04,75    | 1      | 1:05,05    | 3      | 1:04,73    | 1      | 4:19,61    | –           |
| 2    | 2  | Emīls Cipulis Dāvis Spriņģis Matīss Miknis Edgars Nemme              | Lettland            | 1:05,37    | 5      | 1:05,04    | 3      | 1:04,87    | 1      | 1:05,02    | 2      | 4:20,30    | 0,69        |
| 2    | 10 | Brad Hall Arran Gulliver Taylor Lawrence Greg Cackett                | Großbritannien      | 1:05,09    | 2      | 1:04,94    | 2      | 1:04,93    | 2      | 1:05,34    | 7      | 4:20,30    | 0,69        |
| 4    | 8  | Johannes Lochner Erec Bruckert Kevin Korona a Joshua Tasche b        | Deutschland         | 1:05,31    | 3      | 1:05,36    | 5      | 1:05,35    | 7      | 1:05,02    | 2      | 4:21,04    | 1,43        |
| 5    | 6  | Michael Vogt Silvio Weber Cyril Bieri Sandro Michel                  | Schweiz             | 1:05,36    | 4      | 1:05,68    | 10     | 1:05,31    | 6      | 1:05,03    | 4      | 4:21,38    | 1,77        |
| 6    | 5  | Christoph Hafer Michael Salzer Matthias Sommer Tobias Schneider      | Deutschland         | 1:05,61    | 7      | 1:05,35    | 4      | 1:05,23    | 4      | 1:05,28    | 6      | 4:21,47    | 1,86        |
| 7    | 7  | Markus Treichl Sascha Stepan Markus Sammer Kristian Huber            | Österreich          | 1:05,75    | 9      | 1:05,40    | 7      | 1:05,24    | 5      | 1:05,27    | 5      | 4:21,66    | 2,05        |
| 8    | 11 | Nico Semmler Marvin Paul Oliver Peschk Rupert Schenk                 | Deutschland         | 1:05,80    | 10     | 1:05,37    | 6      | 1:05,40    | 8      | 1:05,35    | 8      | 4:21,92    | 2,31        |
| 9    | 3  | Cédric Follador Nicola Mariani Dominik Hufschmid Luca Rolli          | Schweiz             | 1:05,68    | 8      | 1:05,55    | 8      | 1:05,40    | 8      | 1:05,63    | 10     | 4:22,26    | 2,65        |
| 10   | 14 | Patrick Baumgartner Eric Fantazzini Robert Mircea Lorenzo Bilotti    | Italien             | 1:05,47    | 6      | 1:05,70    | 11     | 1:05,57    | 10     | 1:05,68    | 12     | 4:22,42    | 2,81        |
| 11   | 21 | Romain Heinrich Lionel Lefebvre Thomas Delmestre c Jérôme Laporal    | Frankreich          | 1:05,86    | 12     | 1:05,65    | 9      | 1:05,71    | 11     | 1:05,63    | 10     | 4:22,85    | 3,24        |
| 12   | 16 | Timo Rohner Gregory Jones Andreas Haas Roman Wägeli                  | Schweiz             | 1:05,84    | 11     | 1:05,81    | 12     | 1:05,82    | 13     | 1:05,54    | 9      | 4:23,01    | 3,40        |
| 13   | 4  | Taylor Austin Cyrus Gray Davidson de Souza Shaquille Murray-Lawrence | Kanada              | 1:05,97    | 13     | 1:06,19    | 14     | 1:05,80    | 12     | 1:05,74    | 13     | 4:23,70    | 4,09        |
| 14   | 15 | Chunjian Li Song Ding Jielong Ye Qingze Wu                           | Volksrepublik China | 1:06,40    | 16     | 1:06,07    | 13     | 1:06,22    | 17     | 1:05,99    | 14     | 4:24,68    | 5,07        |
|      | 12 | Adam Dobeš Michal Dobeš Jáchym Procházka Dominik Záleský             | Tschechien          | 1:06,10    | 14     | 1:06,60    | 16     | 1:06,03    | 14     | 1:06,09    | 15     | 4:24,82    | 5,21        |
|      | 13 | Mihai Țentea Ciprian Daroczi Mihai Păcioianu George Iordache         | Rumänien            | 1:06,35    | 15     | 1:06,44    | 15     | 1:06,08    | 15     | 1:06,21    | 16     | 4:25,08    | 5,47        |
| 17   | 18 | Mattia Variola Alex Pagnini Fabio Batti Josè Delmas Obou             | Italien             | 1:06,44    | 17     | 1:06,67    | 17     | 1:06,19    | 16     | 1:06,35    | 17     | 4:25,65    | 6,04        |
| 18   | 19 | Geoffrey Gadbois Carsten Vissering Freddie Harris Paul Rabic         | Vereinigte Staaten  | 1:06,59    | 18     | 1:06,72    | 18     | 1:06,72    | 20     | 1:06,39    | 18     | 4:26,42    | 6,81        |
| 19   | 20 | Matěj Běhounek David Bureš Ondřej Hrazdil Antonín Wijas              | Tschechien          | 1:06,71    | 19     | 1:06,78    | 20     | 1:06,44    | 18     | 1:06,58    | 19     | 4:26,51    | 6,90        |
| 20   | 17 | Pat Norton Kenny-Luketa M’Pindou David Caixeiro William Ashley       | Kanada              | 1:06,76    | 20     | 1:06,77    | 19     | 1:06,62    | 19     | 1:06,61    | 20     | 4:26,76    | 7,15        |
| –    | 1  | Jēkabs Kalenda Lauris Kaufmanis Krists Lindenblats Arnis Bebrišs     | Lettland            | 1:09,43    | 21     | DNS        | DNS    | –          | –      | −          | −      |            |             |